# Schukowski
Schukowski (russisch Жуко́вский) ist eine Stadt in der Oblast Moskau in Russland. Sie liegt rund 35 km südöstlich Moskaus nahe der Stadt Ramenskoje. Schukowski hat 104.736 Einwohner (Stand 14. Oktober 2010).

## Geschichte
Aus der Datschen-Siedlung Otdych (Отдых, dt. Erholung) entstand in den 1930er-Jahren die Gemeinde Stachanowo (Стаханово). 1947 erhielt Stachanowo die Stadtrechte und seinen heutigen Namen. Die Stadt ist benannt nach dem Wissenschaftler Nikolai Jegorowitsch Schukowski, der als Vater der russischen Luftfahrt gilt.

### Bevölkerungsentwicklung
| Jahr | Einwohner |
| ---- | --------- |
| 1939 | 10.785    |
| 1959 | 41.748    |
| 1970 | 73.781    |
| 1979 | 90.288    |
| 1989 | 100.609   |
| 2002 | 101.328   |
| 2010 | 104.736   |

Anmerkung: Volkszählungsdaten

## Wirtschaft

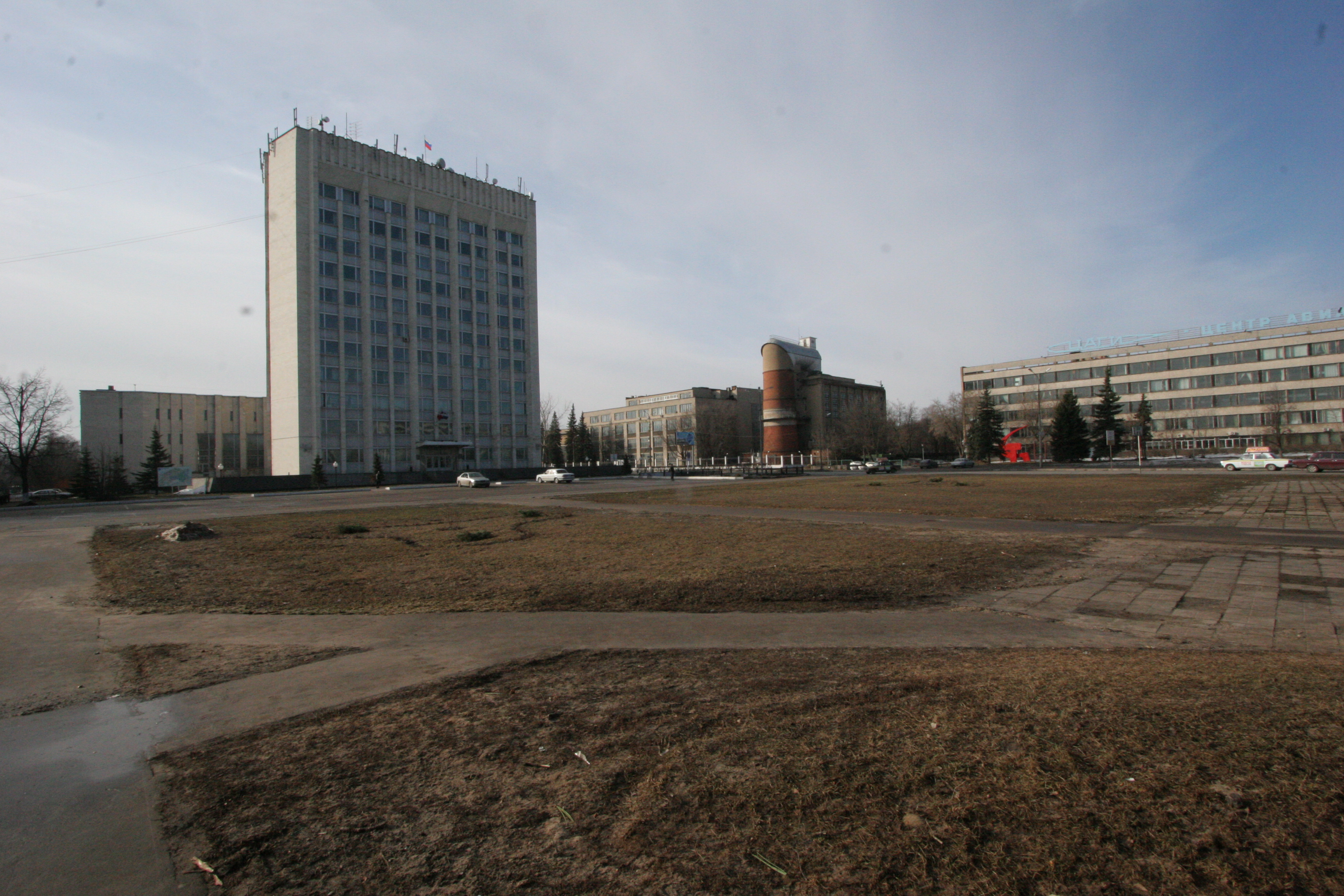
Das Haus der Stadtverwaltung von Schukowski (links) und das Gebäude des ZAGI

Schukowski ist das wichtigste Zentrum der russischen Luft- und Weltraumfahrt. Zur Zeit der Sowjetunion war die Stadt als Stützpunkt der Luftstreitkräfte nicht zugänglich. Bis heute ist sie der Mittelpunkt der russischen Flugzeugforschung und -planung mit mehreren Kontrollstationen sowie Start- und Landebahnen, darunter die größte in Europa mit 5,4 km Länge und 120 m Breite am Flugplatz Schukowski.
Ebenfalls zu finden sind unter anderem folgende Forschungsinstitute und Hochschulen:
- Das Zentrale Aerohydrodynamische Institut (ZAGI)
- Die Michail-Gromow-Hochschule für Flugforschung (LII)
- Das OKB (Experimental-Konstruktionsbüro) Mikojan-Gurewitsch
- Das Wissenschaftliche Forschungsinstitut für Automatisierung und Instrumentenbau (NIIAP)
- Die Schule für MiG-Testpiloten

Alle zwei Jahre findet hier die Internationale Luft- und Raumfahrtausstellung MAKS statt.

## Städtepartnerschaften
- Le Bourget, Frankreich
- Sydals Kommune, Dänemark
- Uljanowsk, Russland

## Söhne und Töchter der Stadt
- Boris Wassiljewitsch Palzew (1939–2014), Mathematiker
- Igor Romischewski (1940–2013), Eishockeyspieler und -trainer
- Igor Wotinzew (* 1953), Testpilot
- Jelena Walajewa (* 1953), Filmschauspielerin
- Wiktor Mossolow (1954–1996), Politiker
- Wladimir Sewerin (* 1956), Testkosmonaut
- Ljudmila Telen (* 1957), Journalist
- Sergei Melnikow (* 1959), Testpilot
- Viktoria Mullova (* 1959), Geigerin
- Nikolai Matjuchin (* 1968), Geher
- Alexander Pawlow (* 1969), Testpilot
- Andrei Jepischin (* 1981), Leichtathlet
- Maxim Rybin (* 1981), Eishockeyspieler
- Nina Brattschikowa (* 1985), Tennisspielerin
- Wiktorija Baranowa (* 1990), Bahnradsportlerin
- Marija Tolkatschowa (* 1997), Turnerin
- Leonid Witaljewitsch Mironow (* 1998), Fußballspieler